# El Hato (Lara)
Pour les articles homonymes, voir El Hato.
El Hato est la capitale de la paroisse civile de José Bernardo Dorante de la municipalité de Jiménez de l'État de Lara au Venezuela. 